# Paul Wermus
Pour les articles homonymes, voir Wermus.
Paul Wermus, né le 19 mai 1946 à Neuilly-sur-Seine et mort le 18 septembre 2017 à Paris 12e, est un journaliste, polémiste, animateur de télévision et chroniqueur de radio et de télévision français.

## Biographie

### Enfance et études
Paul Wermus est le fils de Marcel Wermus, directeur commercial, et de Charlotte Lederman. Il fait ses études au lycée Claude-Bernard à Paris et auparavant au collège du Montcel à Jouy-en-Josas alors également fréquenté par Jean-Michel Ribes, Gérard Garouste, Patrick Modiano et Michel Sardou, avant d'obtenir une licence en droit, car il souhaite devenir commissaire-priseur, et de faire son service militaire. Son frère cadet est Alain Wermus, réalisateur de télévision.

### Carrière
Il débute dans les années 1970, étant en charge, entre 1971 et 1977, de la préparation de l'émission RTL non stop animée par Philippe Bouvard, puis du journal de 13 heures de RTL, de 1975 à 1977.
L'une de ses premières émissions de télévision est sur TF1. Il participe, à partir de septembre 1984, à Bonjour la France présentée par Jean-Claude Bourret. Tous les samedis et dimanches matins, il interviewe une star en direct de chez elle.
Chroniqueur à la station Chic FM en 1986-1987, il est journaliste au Quotidien de Paris (Groupe Quotidien) dans les années 1980. Il collabore également avec de nombreux journaux, tels que France-Soir comme chroniqueur people, VSD pour la page Duel et comme membre du comité stratégique, et au Figaro.
Il participe aux débuts de la station de radio France Info le 1er juin 1987, et y tient pendant douze ans des chroniques mondaines et sur le cinéma.
À la télévision, il anime des émissions d'actualités. Il arrive sur le service public en 1992 sur France 3 et présente W et Cie. Il exerce à partir de 1994 sur France 3 Paris Île-de-France où il anime Cactus & Co - Musique Graffiti en 1997.
À partir de 2000 et pendant quatre ans, il présente l'émission de débats Piques et polémiques sur l'antenne nationale de France 3.
En 2006, il anime sur France 3 Paris Île-de-France l'émission dominicale Tout le monde déguste et, en 2007, On en parle à Paris.
Il participe aux émissions de Laurent Ruquier, à la télévision sur France 2, dans On a tout essayé en 2006-2007 puis dans On n'a pas tout dit en 2008 ; à la radio dans On va s'gêner sur Europe 1 ponctuellement entre 2005 et 2014. Dans ces émissions, il anime une chronique people (rubrique Scoops dans On a tout essayé, Les Popolades et Les questions vaches dans On n'a pas tout dit, Le challenge Wermus dans On va s'gêner). Il est aussi l'un des « sociétaires » des Grosses Têtes sur RTL.
Il intervient également dans les émissions de Jean-Marc Morandini, consacrées surtout aux médias. Il est chroniqueur successivement à la radio dans Le Grand Direct des médias sur Europe 1 et à la télévision, sur Direct 8 (Morandini !), puis dans Vous êtes en direct sur NRJ 12 en 2012-2013.
En novembre 2008, il se porte candidat au poste de président-directeur général de la chaîne Public Sénat en remplacement de Jean-Pierre Elkabbach. Il n'est pas retenu.
En 2015, il apparaît dans le documentaire Une nuit au Grévin de Patrice Leconte.
De septembre 2011 à 2017, il anime Sur France 3 Paris Île-de-France l'émission Paris Wermus, Paris Cactus ainsi que Wermus prend la Bastille en 2012. De septembre 2013 à 2016, sur la même antenne, il anime une matinale, Les Matins de Paris. Les lundis, mardis, jeudis et vendredis matin à 10 h 10, où il reçoit trois invités pour décrypter l’actualité société, médiatique et culturelle du Grand Paris. À compter du 5 janvier 2017, l'émission change de titre, d'habillage et d'horaire. Il intervient alors dans 9h50 le matin en Île-de-France présentée par Charlotte Le Grix de La Salle.

### Vie privée et mort
Paul Wermus se marie le 14 novembre 1975 avec Laurence Bernard (1947-2018), avec laquelle il a trois enfants, Nicolas, Alice et Vincent.
Il meurt le 18 septembre 2017 dans le 12e arrondissement de Paris, à l'âge de 71 ans, des suites d'un cancer du pancréas. Son inhumation a lieu le 22 septembre 2017 à Paris, au cimetière du Montparnasse (division 30).

## Ouvrages
- Guide des bistrots à moins de 30 francs, éditions Orban, 1977 (ASIN B0014MEBZI)
- L'Ambitieux, éditions Michel Lafon, 1986, 196 p. (ISBN 978-2868042958)
- avec Joseph Messinger, Les Gestes de la séduction : Savoir décrypter le langage secret du corps, éditions Générales First, 1995, 424 p. (ISBN 978-2876912960)
- Petites blagues entre amis, éditions Générales First, 1996, 235 p. (ISBN 978-2876913394)
- Petites blagues juives entre amis, éditions Générales First, 1997, 157 p. (ISBN 978-2876914063)
- On m'a dit de ne pas le dire !, éditions de l'Archipel, 2003, 214 p. (ISBN 978-2841874903)
- Indiscrétions, éditions du Rocher, 2004, 246 p. (ISBN 978-2268050928)
- L'Almanach Wermus : L'Almanach de toutes les détentes, éditions Pharos, 2007, 387 p. (ISBN 978-2756900025)
- Tout ce que vous n'avez jamais lu : Politiques, médias, écrivains se mettent à table, éditions David Reinharc, 2011, 128 p. (ISBN 978-2358690300)
- Les vipères de la télé, éditions du Moment, 2015, 164 p. (ISBN 2354174500)

## Décorations
- 21 novembre 1995 : chevalier de l'ordre national du Mérite[16]
- 15 mai 2009 : officier de l'ordre national du Mérite[16]